# Annibal de Ruccellai
Annibale de Ruccelai, ou Oricellarius, mort le 28 janvier 1601, est un prélat italo-français des XVIe et XVIIe siècles. Il est gentilhomme florentin et est un neveu de Giovanni Della Casa, prélat italien.

## Biographie
Annibale de Ruccelai est gouverneur de Rome et connu à la cour de France, par les missions pour les papes Paul IV et Pie V. Il est évêque de Carcassonne et abbé du  Jard  de 1569 à 1601. Ruccellai a le titre de préfet du Vatican et réside à Rome. Les revenus de son évêché de Carcassonne sont attribués à Christophe de Lestang, évêque de Lodève, dont le temporel a été saisi par le duc de Montmorency. Christophe de Lestang jouit de ces revenus jusqu'à l'époque où il est lui-même appelé au siège de Carcassonne en 1603.
Le pape Clément VIII, le nomma également gouverneur d'Ancône et de Bologne.
Son cénotaphe est visible à Rome. Il est situé dans la chapelle consacrée à sa famille dans l'église Sant'Andrea della Valle.